# Maria Velez
Maria Velez (Lisboa, 1 de novembro de 1935 — Lisboa, 2 de março de 2017) foi uma Artista portuguesa contemporânea que se notabilizou pelos seus numerosos trabalhos de Pintura, Gravura e Tapeçaria. Foi também consultora e Designer de Moda e professora. Tem uma vasta obra que foi exposta em múltiplas exposições individuais e coletivas na Gravura – Sociedade Cooperativa de Gravadores Portugueses, na Sociedade Nacional de Belas Artes, na Fundação Calouste Gulbenkian, na Galeria 111, na Galeria Interior, na Galeria Nasoni, entre outras. Expôs internacionalmente em Madrid, Tóquio, Rio de Janeiro, São Paulo, Brasília, Paris e Londres.
As suas obras de pintura e tapeçaria estão presentes em museus e expostas em inúmeros espaços públicos.

## Biografia

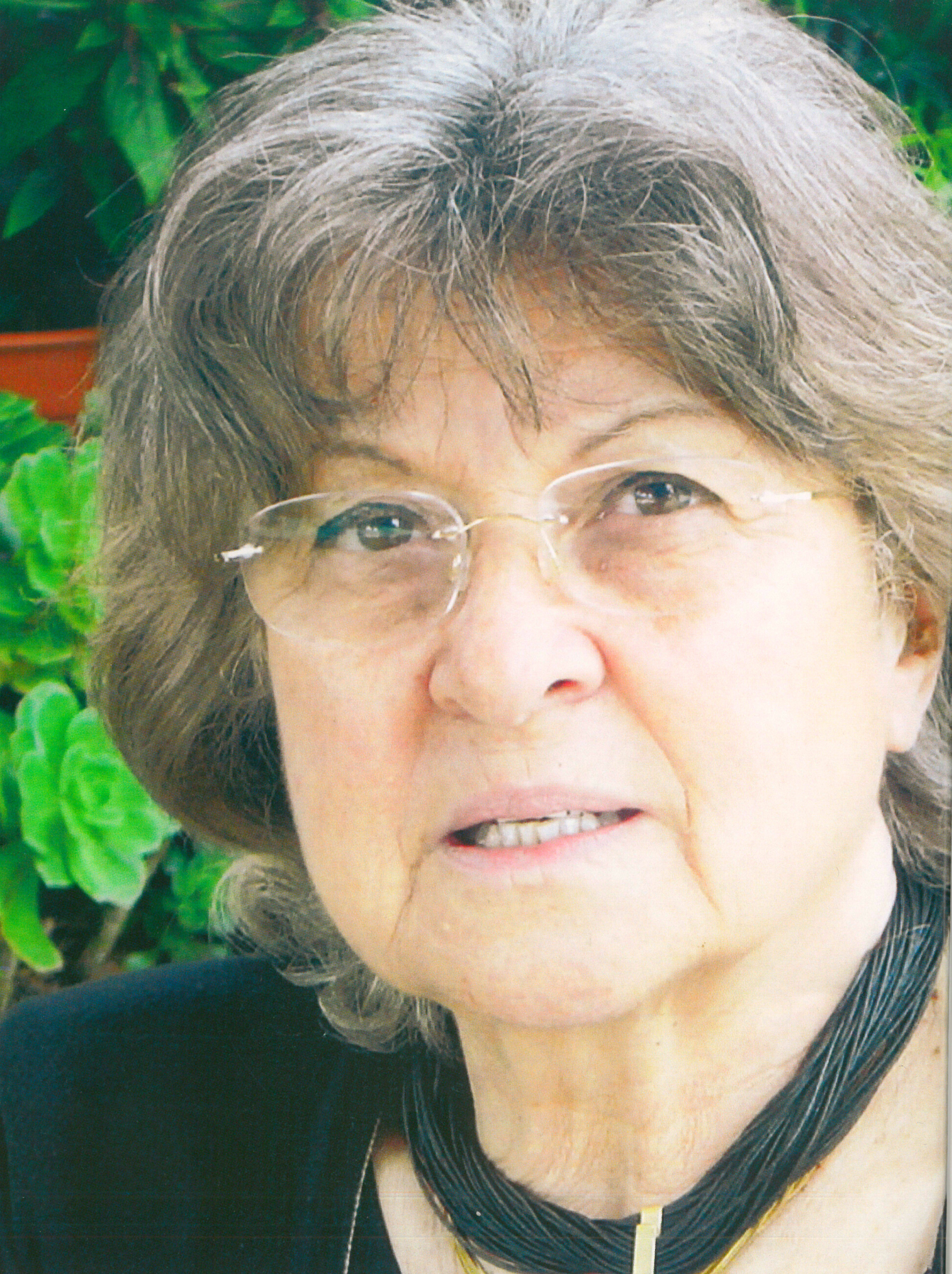
Maria Velez (fotografada por Fernando Conduto)

Maria Velez nasceu em 1935 em Lisboa.
«Não fui à escola até aos dez anos por problemas de saúde. Tinha professora em casa. Aprendi francês, inglês, alemão e piano. O liceu, frequentei no Colégio Coração de Maria. Aos 15 anos queria tirar pintura, mas a esperta da minha mãe (ela também pintava e frequentava o atelier da Eduarda Lapa) aconselhou-me a tirar primeiro um curso de comércio na Escola Lusitânia para o meu pai ficar contente (...). Depois treinei-me em aulas noturnas de modelo nu na Sociedade Nacional de Belas Artes, acompanhada pelo meu irmão, que gostava de desenhar. E entrei na Escola Superior das Belas Artes. No entanto, quando me questionassem sobre o meu curso devia dizer que estudava para professora. Era mais digno. Nada de confusões.» 

### Formação
Iniciou o curso de Pintura na Escola Superior de Belas Artes de Lisboa no final dos anos cinquenta, altura em que o programa era muito académico e fechado, motivo pelo qual quis, logo no final do primeiro ano, passar uma temporada na Suíça, onde teve oportunidade de trabalhar no atelier de um conhecido professor da Bauhaus e de acompanhar exposições de grandes mestres da pintura moderna.
Entre 1956-1957 frequentou um curso de Design de moda na Kunstgewerbeschule (trad. Escola de Artes Industriais - eram escolas de estudos vocacionais de arte que existiam nos países de língua alemã), em Zurique, na Suíça, trabalhando paralelamente no Departamento de Moda da Vollmoeller, em Uster.
Concluiu o curso de Pintura pela Escola Superior de Belas Artes de Lisboa em 1961 com 18 valores.

Nos anos que se seguiram, conviveu com Sá Nogueira, Júlio Pomar, Alice Jorge, João Hogan, António Charrua, António Areal e muitos outros. Foi nesta época, tão vibrante e tão rica em termos de trabalho e de amizades, que conheceu o escultor Fernando Conduto, com quem veio a casar.
Iniciou a prática de Linoleogravura, água-tinta e água-forte na Gravura – Sociedade Cooperativa de Gravadores Portugueses, em Lisboa, tomando parte nas exposições itinerantes desta entidade.

### Influências estéticas e movimentos artísticos
Em 1962 foi pela primeira vez à Bienal de Veneza, ficando fortemente impressionada pelas colagens de Robert Rauschenberg já que, precisamente nessa altura, andava a explorar as linhas de Pablo Picasso, Georges Braque e Juan Gris. A técnica dos relacionamentos pictóricos do Cubismo, adicionada à Colagem e à Arte abstrata, abriram caminho e marcaram a direção de desenvolvimento do seu trabalho.

Foram as suas influências culturais mais próximas que trouxeram os temas e os detalhes: as origens dos seus pais – o Minho, com a sua carga religiosa, mais erudita, e o Alentejo, de agricultores e sabedoria popular — e toda a expressão artística feminina, como os barros da Rosa Ramalho, os de Estremoz, as Renda de bilros e os objetos do seu quotidiano. Explorou as vivências e as memórias que levava guardadas no coração: a família, os lugares, os registos de viagens, os primeiros desenhos das filhas e depois dos netos, os verões na praia e o mar de que tanto gostava.

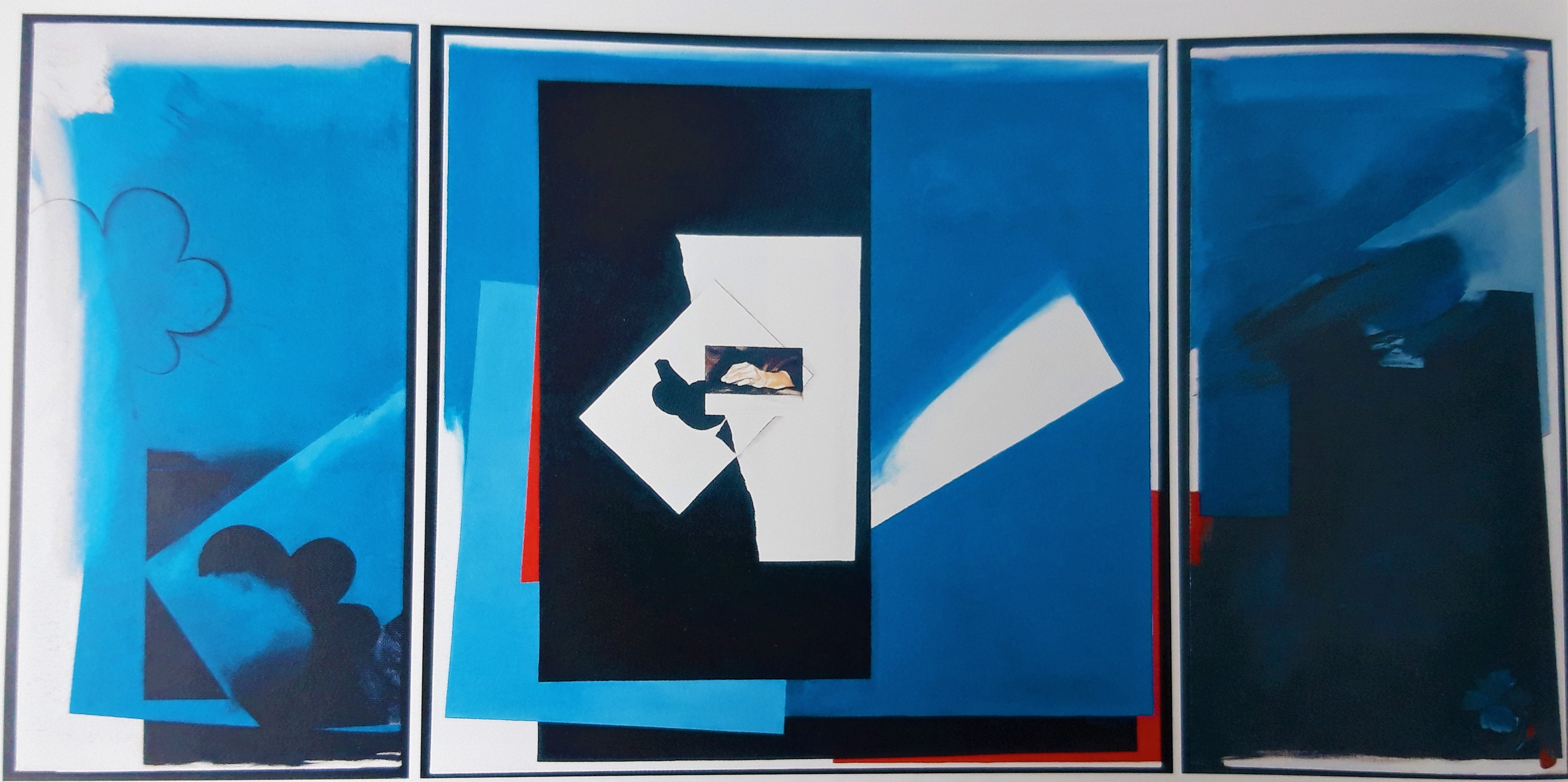
Tríptico, 1992 (Maria Velez)

«Voltei por redescobri-la na Galeria de Arte Moderna da Sociedade Nacional de Belas Artes, expondo a memória e a prática poética do visível. Lembro-me particularmente desse conjunto de obras, peculiar entre o que surgia no país, pinturas híbridas, feitas em grandeza de coisas aparentemente rasgadas do quotidiano, de fotografias e textos e riscos antigos também, de tintas texturadas sobre colagens, rasuras, suspensas, (...) objetos reais  suspensos, a lembrar Rauschenberg(...).»  Rocha de Sousa, 2003    

### Vida Profissional
O ensino tomou uma dimensão muito relevante na sua vida. Acreditou e defendeu sempre que, para saber desenhar, basta aprender a gramática das artes visuais e que a criatividade se estimula quando se experimenta fazer, tendo ensinado assim milhares de alunos.
Velez foi docente do Ensino Técnico Profissional na Escola de Artes Decorativas António Arroio e na Escola Secundária Josefa de Óbidos, em Lisboa, de 1961 a 1963, tendo  concluído o estágio para professora efetiva, com exame de estado, em Maio de 1963.
De 1963 a 1965 ocupou o cargo de diretora do 5.º Grupo da Escola Industrial e Comercial de Sintra (atual Escola Secundária Ferreira Dias), em Agualva-Cacém.
Trabalhou desde 1967 como consultora de moda numa empresa comercial. Desenhou entre 1975 e 1978 várias coleções de moda para a Industria Confecionadora Portuguesa.
Foi assistente de desenho na Faculdade de Arquitectura de Lisboa de 1983 a 1995. Apresentou provas de aptidão pedagógica e capacidade científica em 1987, com os trabalhos "Considerações acerca do desenho Básico" e "Estudo da Perceção do Espaço".

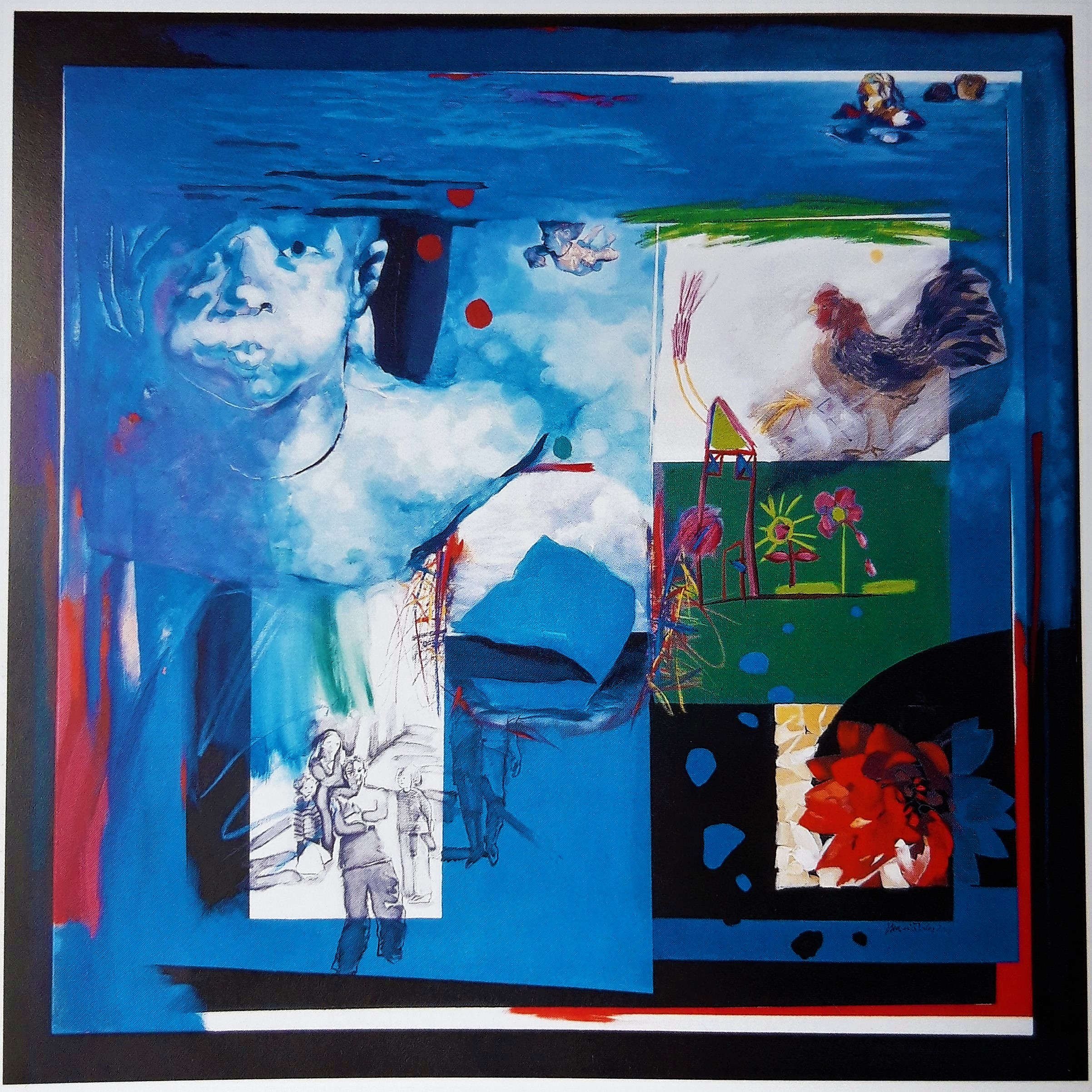
Glória Days I. Maria Velez, 2000

##### Relação com a Crítica
No início da sua carreira, em 1964, o crítico Fernando Pernes escrevia que Maria Velez fazia parte da «primeira fila dos pintores portugueses», salientando o carácter «feminil”, íntimo e poético» das suas colagens, chamando a atenção para a sua «alegria puríssima, lúdica e irónica». Mais tarde a crítica distanciar-se-ia do alegado «teor decorativo» da sua obra, deixando de apreciar a sua feminilidade.
A pintora atribuiu esse distanciamento à formação em Portugal da delegação da Associação Internacional dos Críticos de Arte — AICA em 1973. Desde essa altura, escreveu Maria Velez num texto ainda inédito, «deu-se um absoluto silêncio nos orgãos de comunicação por parte de críticos de arte sobre o trabalho de todos os que contestaram o conceito “os críticos é que fazem os artistas”. O interessante é que deixámos de existir.» 

Maria Velez morreu a 2 de março de 2017, com 82 anos.

## Exposições
Ao longo dos anos, tem integrado várias exposições, individuais ou coletivas, de onde se destacam as seguintes:

### Exposições individuais

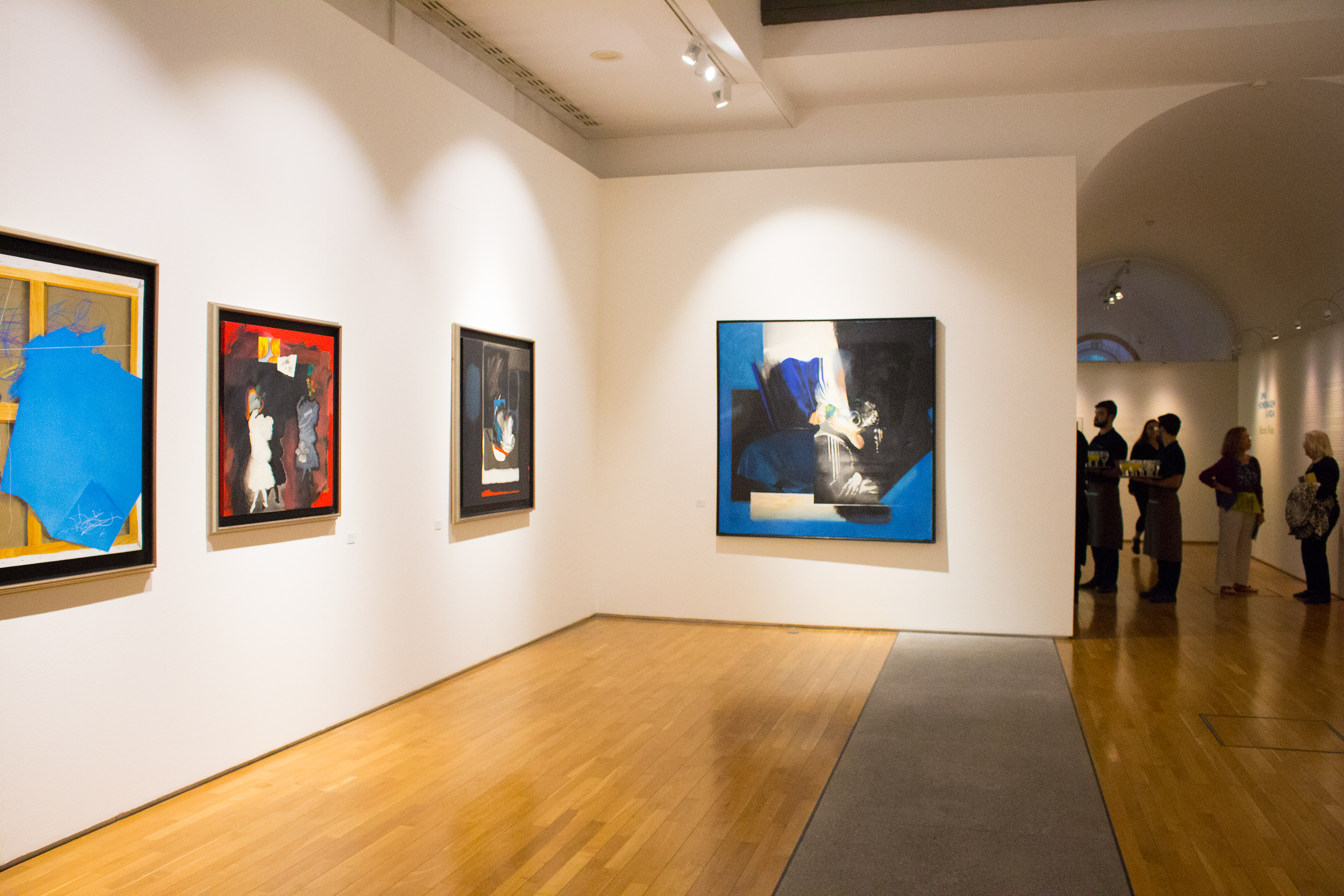
Velez - Uma Homenagem à Vida, Centro Cultural de Cascais, 2022

- Velez - Uma Homenagem à Vida, Centro Cultural de Cascais, 20221961	Guaches, Gravura – Sociedade Cooperativa de Gravadores Portugueses, Lisboa
- 1964	Colagens e Pintura, Galeria 111, Lisboa; Colagens e pintura, Galeria Divulgação, Porto
- 1967	Colagens e Pintura, Galeria de Arte Moderna, SNBA, Lisboa
- 1970	Colagens e Pintura, Galeria Interior, Lisboa
- 1971	Tapeçaria, Galeria Interior, Lisboa
- 1984	Pintura, Galeria Ana Isabel, Lisboa
- 1986	Pintura e Desenho, Galeria Algarve, Albufeira
- 1991	Pintura, Galeria Nasoni, Lisboa
- 1993	Pintura, Galeria Nasoni, Porto
- 2003	Pintura, Galeria Valbom, Lisboa[8]
- 2022	Maria Velez - Uma Homenagem à Vida, Centro Cultural de Cascais, Cascais[9]

### Coletivas
- 1958	Alunos da ESBAL, Exposição do Dia do Estudante, 1º Prémio
- 1960	Salão Primavera, SNBA, Lisboa
- 1961	Salão Primavera, SNBA, Lisboa; Faculdade de Ciências, Lisboa;
  - Colectiva de Verão, Galeria Diário de Notícias, Lisboa;
  - II Exposição de Artes Plásticas da Fundação Calouste Gulbenkian, Lisboa
- 1962	Colectiva de Verão, Galeria Diário de Notícias, Lisboa;
  - 15 Pintores Portugueses, Club Urbis, Madrid;
  - Arte Portuguesa Contemporânea, Ponta Delgada e Madrid
- 1963	Salão Primavera, SNBA, Lisboa
- 1965	Exposição de Maio, SNBA, Lisboa;
  - Bienal de Tóquio, Japão;
  - «Portugal de Hoje», IV Centenário do Rio de Janeiro, Brasil[10]
  - Tapeçaria, Galeria Interior, Lisboa;
  - Tapeçaria Portuguesa, Rio de Janeiro
- 1967	Prémio GM de Artes Plásticas, SNBA, Lisboa
- 1969	Seis Artistas, Longra, Lisboa;
  - Tapeçaria, Galeria Interior, Lisboa
- 1970	Retrospectiva das Galerias, Galeria Interior, Lisboa;
  - Novos Sintomas da Pintura Portuguesa, Galeria Judith da Cruz, Lisboa
- 1972	Maria Velez e António Sena, Galeria Interior, Lisboa
- 1973	Pintura Portuguesa Hoje, Barcelona e Salamanca
- 1974	Participação no Mural do 10 de Junho
- 1975	Figuração de Hoje, SNBA, Lisboa;
  - Artistas Contemporâneos e as Tentações de Santo Antão, Museu das Janelas Verdes, Lisboa
- 1976	Arte Moderna Portuguesa, SNBA, Lisboa; Salão Primavera, SNBA, Lisboa
- 1977	Arte Portuguesa Contemporânea, São Paulo, Rio de Janeiro e Brasília;
  - Cultura Portuguesa Contemporânea, Palácio dos Congressos, Fundação Juan March e Teatro Real, Madrid;
  - Artistas Portugueses, Centro Cultural Português, Paris;
  - A Fotografia na Arte Moderna, Centro de Arte Moderna, Porto;
  - 26 Pintores olham para Lisboa, Galeria Interior
- 1978	Tapeçaria de Portalegre, Brasil
- 1979	Salão Primavera, SNBA, Lisboa
- 1984	A Cidade, Galeria Ana Isabel, Lisboa;
  - 20 Anos da Galeria 111, Lisboa
- 1985	Dia Internacional da Mulher, Instituto Franco-Portugais, Lisboa
- 1986	Operação Ensino-Árvore, Porto e Bordeus;
  - Le XXéme au Portugal, Centre Albrt Borschette, Bruxelas;
  - Desenhos, Cooperativa Árvore, Porto
- 1991	Dia Internacional da Mulher, Galeria Municipal de Almada, Almada
- 1995	Hotel Ipanema Park, Porto
- 1996	Galeria Diário Ramos, Porto;
  - FAC, Feira de Arte Contemporânea de Lisboa;
  - 50 Anos de Tapeçaria em Portugal, Fundação Calouste Gulbenkian, Lisboa
- 1997	Ana Isabel expõe 8 Pintores Portugueses, Galeria Municipal de Almada;[11]
  - Galeria Dário Ramos, Porto
- 2001	Comemorações da Universidade Técnica de Lisboa, Galeria da Mitra
  - Exposições Itinerantes da Sociedade Cooperativa de Gravadores Portugueses desde 1960

### Trabalhos em espaços públicos
Possui trabalhos de pintura nos seguintes locais:

#### Pintura
- Hotel Balaia, Algarve;
- Edifício Magnólia, Tróia;
- Restaurante Bico Das Lulas, Tróia;
- Direcção Geral de Energia;
- Instituto Português de Qualidade, Azero;
- Faculdade de Arquitectura de Lisboa, Retratos de Prof. Frederico George, 1963 e de Prof. Augusto Brandão,1988;
- Reitoria da Universidade Técnica de Lisboa, Retrato de Prof. Herculano de Carvalho 1986;
- Reitoria da Universidade Nova de Lisboa, Retrato de Prof. Esperança Pina, 1986;
- Universidade de Évora, Retrato de Prof. António Santos Júnior e de Prof. Ário Azevedo, 1991;
- Banco Borges & Irmão;
- Banco Comercial Português;
- Palácio do Governo da República Popular de Angola;
- Paço dos Concelhos de Lisboa, Sala das Sessões Públicas.

#### Tapeçaria
- Fundação Calouste Gulbenkian, Lisboa;
- Cesar Holding Banks, Londres;
- Hotel Altis, Lisboa;
- Casino Park Hotel, Funchal;
- Hotel Delfim, Alvor;
- Hotel Penta, Lisboa;
- Crédito Predial Português, Lisboa;
- Direcção Geral de Energia, Lisboa;
- Instituto Português da Qualidade, Azero